# 刘来平
刘来平（1970年—），安徽池州人，汉族，中华人民共和国政治人物、第十一届全国人民代表大会广东地区代表。
毕业于华东政法大学国际法专业，是中共党员。担任深圳市龙岗区人民法院副庭长。2008年起担任全国人大代表。